# Thủy điện Hoàng Đăng
Thủy điện Hoàng Đăng (Huangdeng) là thủy điện xây dựng trên dòng sông Lan Thương (Mê Kông) ở huyện tự trị Lan Bình, châu tự trị Nộ Giang, tỉnh Vân Nam, Trung Quốc.
Đập Hoàng Đăng là đập trọng lực, với nhà máy thủy điện có công suất 1.900 MW. Việc xây dựng đập bắt đầu năm 2010, dự kiến vận hành năm 2016, với toàn bộ dự án hoàn thành năm 2017 .
Công trình xây dựng được bắt đầu mà không có sự chấp thuận chính thức từ phía chính phủ trung ương và là một chủ đề của một số tranh cãi .